# Aphytis mashae
Aphytis mashae är en stekelart som beskrevs av Svetlana N. Myartseva 2004. Aphytis mashae ingår i släktet Aphytis och familjen växtlussteklar. Inga underarter finns listade i Catalogue of Life.